# Leptothorax peninsularis
Leptothorax peninsularis är en myrart som beskrevs av Wheeler 1934. Leptothorax peninsularis ingår i släktet smalmyror, och familjen myror. Inga underarter finns listade i Catalogue of Life.